# Giulio Angioni
Giulio Angioni (Guasila, 28 d'octubre de 1939 - Càller, 12 de gener de 2017) fou un escriptor i antropòleg italià.

## Biografia
Giulio Angioni era autor de vint llibres de ficció i una dotzena de volums d'antropologia.
Amb Sergio Atzeni i Salvatore Mannuzzu, fou un dels iniciadors de la narrativa de Sardenya d'avui, d'àmbit europeu, que va seguir el treball de diferents figures prominents com Grazia Deledda, Emilio Lussu, Giuseppe Dessì, Gavino Ledda, Salvatore Satta.
Giulio Angioni ocupà una càtedra d'Antropologia Cultural de la Universitat de Càller. Reconegut estudiós, fou responsable d'un major coneixement sobre l'home i el seu entorn cultural a Sardenya, que en quaranta anys va explorar i feu explorar a centenars dels seus deixebles. Present en els debats sobre la cultura, la literatura, la llengua, la història de Sardenya, fou un intel·lectual que deixava les aules universitàries i participava en les iniciatives, posant-se en joc, sense por de la controvèrsia, en els seus llibres com en articles en revistes i diaris.
Entre les seves moltes novel·les, la millor es considera Le fiamme di Toledo ( Les flames de Toledo). Segimon Arquer, el fill gran d'una família de magistrats de Cagliari i ell mateix ja en vint anys fiscal general del Regne de Sardenya, que llavors formava part de la corona espanyola, veu la seva vida a la soledat de la seva cel en la presó de la Inquisició de Toledo.

## Obres literàries
- L'oro di Fraus (Editori Riuniti 1988, Il Maestrale 2000)
- Il sale sulla ferita (Marsilio 1990, Il Maestrale 2010), finalista al Premi Viareggio 1990
- Una ignota compagnia (Feltrinelli 1992, Il Maestrale 2007), finalista al Premi Viareggio 1992
- Il gioco del mondo (Il Maestrale 1999)
- La casa della palma (Avagliano, 2000)
- Millant'anni (Il Maestrale 2002, 2009)
- Il mare intorno (Sellerio 2003)
- Assandira (Sellerio 2004),
- Alba dei giorni bui (Il Maestrale 2005, 2009), Premi Giuseppe Dessì 2005
- Le fiamme di Toledo (Sellerio 2006), Premi Corrado Alvaro 2006, Premi Mondello 2006
- La pelle intera (Il Maestrale 2007)
- Afa (Sellerio 2008)
- Tempus (CUEC 2008)
- Gabbiani sul Carso (Sellerio 2010)
- Doppio cielo (Il Maestrale 2010)
- Il dito alzato (Sellerio 2012)
- Oremari (Il Maestrale 2013)
- Sulla faccia della terra (Feltrinelli 2015)

## Assaigs
En el camp de l'antropologia Giulio Angioni va escriure sobre diverses àrees antropològiques, conduint estudis en particular sobre Sardenya.
- Tre saggi sull'antropologia dell'età coloniale, Flaccovio 1973
- Sa laurera: Il lavoro contadino in Sardegna, EDES 1976 i Il Maestrale 2005
- Il sapere della mano: saggi di antroplogia del lavoro, Sellerio 1986
- Pane e formaggio e altre cose di Sardegna, Zonza 2000
- Fare dire sentire. L'idèntico e il diverso nelle culture, Il Maestrale 2011